# Astove
Astove (engl. Astove Island) ist eine kleine Insel im Indischen Ozean, nördlich von Madagaskar gelegen, die zur Inselrepublik der Seychellen gehört. Sie liegt etwa 38 Kilometer südlich des Cosmoledo-Atolls und gehört zur Aldabra-Gruppe, die zu den Outer Islands der Seychellen gezählt wird. Gemeinsam mit dem Cosmoledo-Atoll wird die Astove-Insel gelegentlich als die „Cosmoledo-Gruppe“ bezeichnet. Little Astove ist eine sehr kleine Insel (0,22 Hektar) im Cosmoledo-Atoll.
Die Astove-Insel ist etwa 6 km lang, 4 km breit und weist eine Landfläche von knapp 7 km² auf. Bei Astove handelt es sich um ein Gehobenes Atoll, bei dem das gehobene Saumriff die Lagune fast vollständig vom Meer getrennt hat. Die Fläche der Lagune auf Astove beträgt 9,5 km². Auf der Insel gibt es eine kleine Siedlung und es wird auch ein Hotel betrieben.
Der intensive Abbau von Guano in der Vergangenheit hat die Oberfläche der Insel verödet, nur wenige Bäume, beispielsweise Pisonia, wachsen auf ihr. Eingeführte Ratten und Hausschweine haben die Populationen der Seevögel dezimiert, allerdings kommen auf Astove auch vier Arten Landvögel vor, beispielsweise der Schildrabe (Corvus albus).

## Geschichte

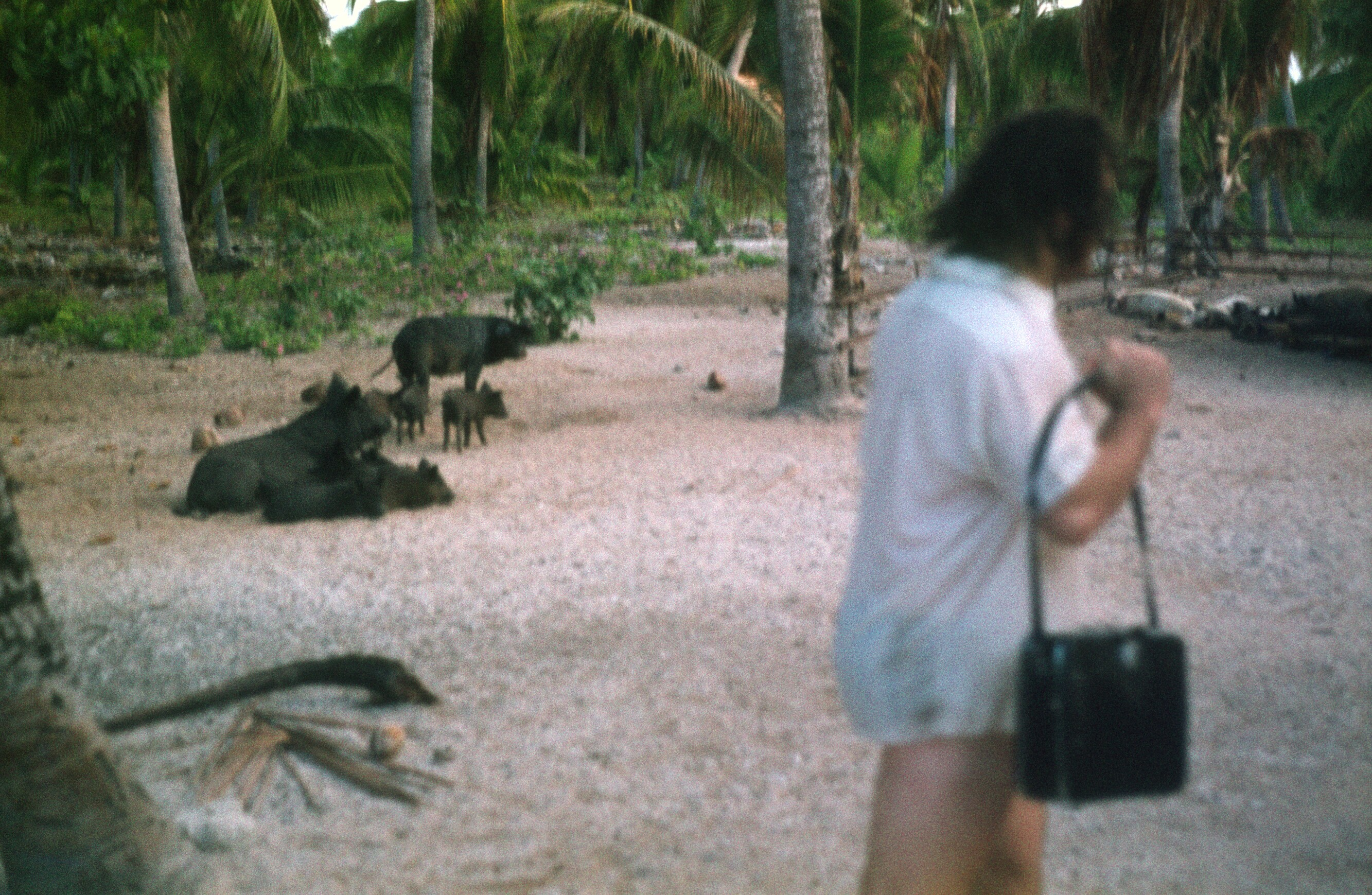
Schweinezucht auf der Insel, 1973

Das Astove-Atoll wurde zwischen 1500 und 1000 vor Christus von arabischen Seglern entdeckt. Die ersten Aufzeichnungen einer Siedlung stammen aus 1760. In diesem Jahr lief das portugiesische Schiff „La Dom Royal“ hier auf Grund. Legenden zufolge soll das Schiff mit vielen Schätzen und Sklaven beladen gewesen sein. Das Schiff fuhr schließlich weiter nach Mosambik und die zurückgelassenen Sklaven formten diese erste Siedlung.
Im 19. Jahrhundert wurde die Insel von weiteren Seglern besucht. Erste Berichte über Mangroven und Kokosnüsse tauchten auf. Im Jahre 1895 wurde ein Fischerei-Unternehmen hier gegründet. Später sollten weitere Industrien des primären Sektors folgen. So wurden unter anderem Kürbisse, Tabak und Wassermelonen angebaut.
1968 wurde die gesamte Insel an Mark und Wendy Veevers-Carter verpachtet. Sie hatten bereits eine erfolgreiche Produktion von Kopra auf Remire, einer etwas kleineren Insel. Nun sollte diese Produktion auf der Astove-Insel ausgeweitet werden. Sie bauten Häuser, eine Kapelle und einen Laden. Neben der Kopra-Produktion ernteten sie auch noch Tabak und hielten Schweine, Vieh und Ziegen. Mark Veevers-Carter verstarb im März 1970, die Produktion wurde bis November von seiner Frau Wendy fortgeführt, bis sie die Insel in der Obhut dreier Mitarbeiter ließ. Sie kehrte mit ihren drei Kindern in ihr Heimatland, die USA, zurück.
Schlussendlich wurde die Insel verlassen und 2014 unter Naturschutz gestellt.

## Verkehr

### Flughafen
Auf der Insel befindet sich der Astove Island Airport (ICAO:FSSA). Der Flughafen wurde 2015 wiedereröffnet, nachdem er viele Jahrzehnte vorher gebaut worden war, dann aber nicht weiter benutzt wurde.